# مناطق فرنسا

مناطق فرنسا ال22 منذ آخر تغيير طرأ عليها في 1970 إلى حد 31 ديسمبر 2015.

مناطق فرنسا ال13 الجديدة التي بدأ العمل بها منذ 1 يناير 2016.

مناطق فرنسا (بالفرنسية: Région française)‏ هي أعلى تقسيم إداري في فرنسا، وكذلك هي سلطة محلية لامركزية، تتمتع بالشخصية القانونية وحرية الإدارة، وكذلك هي دائرة انتخابية وأخيرا هي منطقة إدارية للخدمات اللامركزية للدولة.

حتى 31 ديسمبر 2015، كانت فرنسا تتكون من 27 منطقة: 22 في فرنسا الوطن الأم (بما فيها كورسيكا التي لا يطلق عيليها لفظ منطقة، ولكن سلطة محلية وبنفس الصلاحيات والمهام) و5 مقاطعات وأقاليم ما وراء البحار (المايوت ليس لديها مجلس جهوي بخلاف السلط الأربعة الأخرى، ولكن فقط مجلس تداولي واحد يجمع بين المجلس العام والمجلس الجهوي).

في 17 ديسمبر 2014 صوتت الجمعية الوطنية الفرنسية لصالح المرور من 22 منطقة في فرنسا الوطن الأم إلى 13.

في 1 يناير 2016، تم رسميا البدء بالعمل بالتقسيم الجديد ب13 منطقة في فرنسا، ليصبح العدد الإجمالي 18 بإضافة 5 مقاطعات وأقاليم ما وراء البحار. تم الانتهاء بالعمل بالتقسيم القديم قبل يوم أي في 31 ديسمبر 2015.

المناطق الفرنسية، كسلطة محلية، تتكون من مجلسين: المجلس الجهوي، وهو مجلس تداولي، ثم المجلس الاقتصادي والاجتماعي والبيئي الجهوي، وهو مجلس استشاري يمثل القوى الحية في المنطقة، وهو مكلف بتقديم رأيه حول عدة مسائل تخص المنطقة، وذلك قبل أن يتم تمريرها على المجلس الجهوي. رئيس المجلس الجهوي لديه السلطة التنفيدية في المنطقة.

مجالات تدخل المنطقة واسعة جدا في الصالح العام، بداً من التصرف وإدارة المدارس الثانوية وكذلك النقل، مروراً بالتنمية الاقتصادية، ووصولا لفرض الضرائب.

ينظم المناطق المادة 12 من دستور 1958 والجزء الرابع من القانون العام للسلطات المحلية.

## معرض صور

## المناطق الفرنسية حتى 31 ديسمبر 2015
| رمز INSEE                                     | المنطقة                                       | عاصمة المنطقة                                 | عدد السكان (2011) | المساحة (كم مربع) |
| --------------------------------------------- | --------------------------------------------- | --------------------------------------------- | ----------------- | ----------------- |
| 11                                            | إيل دو فرانس                                  | باريس                                         | 851 852 11        | 012 12            |
| 21                                            | شامبان - أردان                                | شالون أون شومباني                             | 053 336 1         | 606 25            |
| 22                                            | بيكاردي                                       | أميان                                         | 155 918 1         | 399 19            |
| 23                                            | نورماندي العليا                               | روان                                          | 393 839 1         | 317 12            |
| 24                                            | سانتر-فال دو لوار                             | أورليان                                       | 835 556 2         | 151 39            |
| 25                                            | باس نورماندي                                  | كاين                                          | 684 475 1         | 589 17            |
| 26                                            | منطقة بورغندي                                 | ديجون                                         | 734 642 1         | 582 31            |
| 31                                            | نور با دو كاليه                               | ليل                                           | 015 042 4         | 414 12            |
| 41                                            | لورين                                         | متز                                           | 657 350 2         | 547 23            |
| 42                                            | ألزاس                                         | ستراسبورغ                                     | 325 852 1         | 280 8             |
| 43                                            | فرانش كونتيه                                  | بيزنسون                                       | 440 173 1         | 202 16            |
| 52                                            | بايي دو لا لوار                               | نانت                                          | 113 601 3         | 082 32            |
| 53                                            | بريتاني                                       | رين                                           | 767 217 3         | 208 27            |
| 54                                            | بواتو شارنت                                   | بواتييه                                       | 773 777 1         | 810 25            |
| 72                                            | آكيتين                                        | بوردو                                         | 233 254 3         | 308 41            |
| 73                                            | ميدي بيرينه                                   | تولوز                                         | 420 903 2         | 384 45            |
| 74                                            | ليموزان                                       | ليموج                                         | 720 741           | 942 16            |
| 82                                            | رون ألب                                       | ليون                                          | 541 283 6         | 698 43            |
| 83                                            | أوفرن                                         | كليرمون فيران                                 | 682 350 1         | 013 26            |
| 91                                            | لنكدوك روسيون                                 | مونبلييه                                      | 460 670 2         | 376 27            |
| 93                                            | إقليم ألب كوت دازور                           | مارسيليا                                      | 690 916 4         | 400 31            |
| 94                                            | كورسيكا                                       | أجاكسيو                                       | 486 314           | 680 8             |
| مجموع فرنسا الوطن الأم                        | مجموع فرنسا الوطن الأم                        | مجموع فرنسا الوطن الأم                        | 344 070 63        | 965 543           |
| 01                                            | غوادلوب                                       | باس-تير                                       | 635 404           | 628 1             |
| 02                                            | مارتينيك                                      | فور دو فرانس                                  | 291 392           | 128 1             |
| 03                                            | غويانا                                        | كايين                                         | 549 237           | 534 83            |
| 04                                            | لا ريونيون                                    | سان دوني                                      | 581 828           | 504 2             |
| 06                                            | مايوت                                         | مامودزو                                       | 645 212           | 376               |
| مجموع مقاطعات وأقاليم ما وراء البحار الفرنسية | مجموع مقاطعات وأقاليم ما وراء البحار الفرنسية | مجموع مقاطعات وأقاليم ما وراء البحار الفرنسية | 701 075 2         | 170 89            |
| المجموع العام                                 | المجموع العام                                 | المجموع العام                                 | 045 146 65        | 135 633           |

## المناطق الفرنسية منذ 1 يناير 2016
| رمز INSEE                                     | المنطقة الجديدة                               | عاصمة المنطقة                                 | التغيير                                       | عدد الأقاليم                                  | المساحة (كم مربع) | عدد السكان | المكان |
| --------------------------------------------- | --------------------------------------------- | --------------------------------------------- | --------------------------------------------- | --------------------------------------------- | ----------------- | ---------- | ------ |
| 11                                            | إيل دو فرانس                                  | باريس                                         | منطقة لم تتغير                                | 8                                             | 011 12            | 000 853 11 |        |
| 84                                            | أوفرن-رون ألب                                 | ليون                                          | إندماج 2 مناطق                                | 12 (مع متروبول ليون)                          | 711 69            | 000 634 7  |        |
| 32                                            | نور با دو كاليه-بيكاردي                       | ليل                                           | إندماج 2 مناطق                                | 5                                             | 813 31            | 000 960 5  |        |
| 75                                            | آكيتين-ليموزان-بواتو شارنت                    | بوردو                                         | إندماج 3 مناطق                                | 12                                            | 061 84            | 000 773 5  |        |
| 76                                            | لنكدوك روسيون-ميدي بيرينه                     | تولوز                                         | إندماج 2 مناطق                                | 13                                            | 724 72            | 000 573 5  |        |
| 44                                            | غراند إيست                                    | ستراسبورغ                                     | إندماج 3 مناطق                                | 10                                            | 433 57            | 000 545 5  |        |
| 93                                            | إقليم ألب كوت دازور                           | مارسيليا                                      | منطقة لم تتغير                                | 6                                             | 400 31            | 000 916 4  |        |
| 52                                            | بايي دو لا لوار                               | نانت                                          | منطقة لم تتغير                                | 5                                             | 082 32            | 113 601 3  |        |
| 28                                            | نورماندي                                      | روان                                          | إندماج 2 مناطق                                | 5                                             | 906 29            | 000 315 3  |        |
| 53                                            | بريتاني                                       | رين                                           | منطقة لم تتغير                                | 4                                             | 208 27            | 000 218 3  |        |
| 27                                            | برغونية فرانش كونتيه                          | ديجون                                         | إندماج 2 مناطق                                | 8                                             | 784 47            | 000 816 2  |        |
| 24                                            | سانتر-فال دو لوار                             | أورليان                                       | تم فقط تغيير الاسم في 2015                    | 6                                             | 151 39            | 835 556 2  |        |
| 94                                            | كورسيكا                                       | أجاكسيو                                       | سلطة محلية لم تتغير                           | 2                                             | 680 8             | 000 322    |        |
| مجموع فرنسا الوطن الأم                        | مجموع فرنسا الوطن الأم                        | مجموع فرنسا الوطن الأم                        | مجموع فرنسا الوطن الأم                        | 96                                            | 965 543           | 344 070 63 |        |
| 01                                            | غوادلوب                                       | باس-تير                                       | لم تتغير                                      | لم تتغير                                      | 628 1             | 635 404    |        |
| 02                                            | مارتينيك                                      | فور دو فرانس                                  | لم تتغير                                      | لم تتغير                                      | 128 1             | 291 392    |        |
| 03                                            | غويانا                                        | كايين                                         | لم تتغير                                      | لم تتغير                                      | 534 83            | 549 237    |        |
| 04                                            | لا ريونيون                                    | سان دوني                                      | لم تتغير                                      | لم تتغير                                      | 504 2             | 581 828    |        |
| 06                                            | مايوت                                         | مامودزو                                       | لم تتغير                                      | لم تتغير                                      | 376               | 645 212    |        |
| مجموع مقاطعات وأقاليم ما وراء البحار الفرنسية | مجموع مقاطعات وأقاليم ما وراء البحار الفرنسية | مجموع مقاطعات وأقاليم ما وراء البحار الفرنسية | مجموع مقاطعات وأقاليم ما وراء البحار الفرنسية | مجموع مقاطعات وأقاليم ما وراء البحار الفرنسية | 170 89            | 701 075 2  |        |
| المجموع العام                                 | المجموع العام                                 | المجموع العام                                 | المجموع العام                                 | المجموع العام                                 | 135 633           | 045 146 65 |        |

## مقالات ذات صلة
- الإدارة الإقليمية في فرنسا
- أراضي مملكة فرنسا
- مجلس جهوي (فرنسا)
- أقاليم فرنسا
- الانتخابات الجهوية في فرنسا
- قائمة رؤساء المجالس الجهوية في فرنسا

## روابط خارجية
- خارطة مناطق فرنسا.